# Paucituberculata
Paucituberculata là một bộ thú có túi ở Nam Mỹ. 

## Phân loại
Bộ này được phân loại như sau:
- Plesion †Riolestes Goin et al. 2009[3]
- Plesion †Dracolestes Goin et al. 2009
- Plesion †Evolestes Goin et al. 2007
- Siêu họ Caenolestoidea Trouessart 1898
  - Họ Caenolestidae Trouessart 1898
    - Caenolestes Thomas 1895
    - Lestoros Oehser 1934
    - Rhyncholestes Osgood 1924
    - †Stilotherium Ameghino 1887
    - †Pliolestes Reig 1955
    - †Gaimanlestes
    - †Caenolestoides
- Siêu họ †Palaeothentoidea Goin et al. 2009[4]
  - Họ †Pichipilidae Marshall 1980
    - †Pichipilus Ameghino 1890
    - †Phonocdromus Ameghino 1894
    - †Quirogalestes Goin & Candela 1998
- Plesion †Perulestes Goin & Candela 2004
- Plesion †Sasawatsu Goin & Candela 2004
- Plesion †Pilchenia Ameghino 1903
  - Họ †Palaeothentidae Sinclair 1906
- Plesion †Carlothentes Bown & Fleagle 1993
- †Hondathenthes Dumont & Brown 1997[5]
  - Phân họ †Palaeothentinae Sinclair 1906[6]
    -       - †Palaeothentes Ameghino 1887
      - †Palaepanorthus Ameghino 1902

    - Phân họ †Decastinae Ameghino 1893
      - †Acdestis Ameghino 1887
      - †Trelewthentes Bown & Fleagle 1993
      - †Titanothentes Rae, Bown & Fleagle 1996

  - Họ †Abderitidae Ameghino 1889
    - †Abderites Ameghino 1887
    - †Pitheculites Ameghino 1902
    - †Parabderites Ameghino 1902